# The Sneak Attack
Albums de KRS-One
A Retrospective
(2000) Strickly for da Breakdancers & Emceez
(2001)
Singles
1. The Mind
Sortie : 31 juillet 2001
2. Get Your Self Up (Remix)
Sortie : 14 août 2001
3. Hot
Sortie : 2001

The Sneak Attack est le quatrième album studio de KRS-One, sorti le 27 mars 2001.
L'album s'est classé 9e au Top R&B/Hip-Hop Albums, 43e au Billboard 200 et 1er au Top Independent Albums.

## Liste des titres
| No  | Titre                                              | Contient un (des) sample(s) de                                                  | Durée |
| --- | -------------------------------------------------- | ------------------------------------------------------------------------------- | ----- |
| 1.  | Intro (featuring Harold English)                   |                                                                                 | 0:19  |
| 2.  | Ghetto Lifestyles                                  | Love Sensation de Loleatta Holloway                                             | 1:59  |
| 3.  | Attendance                                         | Do the Funky Penguin (Part 2) de Rufus Thomas                                   | 3:27  |
| 4.  | Hot                                                |                                                                                 | 3:00  |
| 5.  | Why                                                |                                                                                 | 2:38  |
| 6.  | Doth Thou Know                                     |                                                                                 | 0:51  |
| 7.  | The Lessin (featuring April S. Williams)           |                                                                                 | 4:32  |
| 8.  | The Mind                                           |                                                                                 | 3:52  |
| 9.  | Hiphop Knowledge                                   |                                                                                 | 5:09  |
| 10. | What Kinda World                                   |                                                                                 | 3:24  |
| 11. | I Will Make It (featuring l'Hezikiah Walker Choir) |                                                                                 | 2:25  |
| 12. | B Side Intro                                       |                                                                                 | 0:16  |
| 13. | Get Your Self Up                                   |                                                                                 | 4:45  |
| 14. | Krush Them                                         |                                                                                 | 3:38  |
| 15. | Hush (featuring Nyce)                              |                                                                                 | 3:55  |
| 16. | The Sneak Attack (featuring April S. Williams)     |                                                                                 | 4:18  |
| 17. | Shutupayouface                                     | The Rain, the Park, and Other Things des Cowsills Shaddap You Face de Joe Dolce | 3:44  |
| 18. | False Pride                                        |                                                                                 | 2:39  |
| 19. | The Raptism (featuring l'Hezikiah Walker Choir)    |                                                                                 | 2:59  |